# جولیتا استپانیان
جولیتا استپانیان (ارمنی: Ջուլիետա Ստեփանյան؛ انگلیسی: Julieta Stepanyan; ۷ نوامبر ۱۹۵۱) یک بازیگر سینما و تئاتر  اهل ارمنستان بود. وی از سال میلادی تا کنون فعالیت می‌کند.

## زندگی‌نامه
وی در ۷ نوامبر ۱۹۵۱ در گیومری به دنیا آمد و از آکادمی دولتی هنرهای زیبای ارمنستان فارغ‌التحصیل شد. وی همچنین برندهٔ جوایزی همچون هنرمند افتخاری جمهوری ارمنستان (۱۹۹۱) شده‌است. وی همسر hy:Սամվել Բաղինյան است.

## گزیده فیلم‌شناسی
از فیلم‌ها یا برنامه‌های تلویزیونی که وی در آن نقش داشته‌است می‌توان به برای شرف (مجموعه تلویزیونی) (۲۰۲۰) اشاره کرد. 